# 納西緬托山
27°16′50″S 68°30′45″W / 27.28056°S 68.51250°W
納西緬托山（西班牙語：Cerro del Nacimiento），是阿根廷的火山，位於該國北部卡塔馬卡省，屬於安第斯山脈中拉馬達山脈的一部分，該山峰的海拔高度為6,436米。